# خدمة مدنية كونفدرالية
كانت الخدمة المدنية الكونفدرالية هي الخدمة المدنية التي تقدمها الولايات الكونفدرالية الأمريكية، وهي هيئة سياسية انفصالية أنشئت بين عام 1861 و1865.

## معلومات تاريخية
تم إنشاء الخدمة المدنية خلال اجتماع الحكومة المؤقتة في 4 فبراير 1861، والتي نسخت نفس النمط الأساسي للحكومة الفيدرالية السابقة الولايات المتحدة. أدى عدم التوازن بين الاتحاد والكونفدرالية إلى «حرب شاملة» وتجهيز المتحالفين بجميع الموارد المخصصة من أجل الحرب. وهذا يتضمن التجنيد الإجباري والضرائب الراديكالية والاستيلاء على السلع وبالتالي توسعت وزارت المالية والحرب بشكل كبير خلال الحرب لتساير العمل. ومن بين الموظفين البالغ عددهم 70000 موظف الذين يعملون في الخدمة المدنية بالكونفدرالية خلال الحرب، عمل 57124 في وزارة الحرب وعينت الوزارة عددًا كبيرًا من الأمريكيين من أصول إفريقية من أطفال ونساء وبدون ذلك؛ لم تكن لتستطيع القيام بأعمال الحرب. توقفت الخدمة المدنية ولم يعد لها وجود في عام 1865، عندما تم حل الكونفدرالية.

## الوزارات
كانت هناك ست وزارات:
- وزارة الخارجية
- وزارة المالية
- وزارة الحرب
- وزارة البحرية
- وزارة البريد
- وزارة العدل

تم إنشاء الحكومة الكونفدرالية مع حقوق قوية للولايات الداخلية، ولم تسمح بوجود وزارة للداخلية، ولكنها وضعت الإطار العام الذي يعتبر معياريًا إلى حد كبير لتشكيل حكومة في القرن التاسع عشر. وتم تكليف وزارة الداخلية باتباع «دبلوماسية الذهب الأبيض» - واكتساب الأصدقاء للكونفدرالية الذين يمكن أن يوفروا السلاح والقطن وغيرها من المواد الهامة وقت الحرب. ولم تنجح الوزارة إلى حد ما - وبالتالي عينت عددًا صغيرًا من المدنيين - ثلاثون تقريبًا.
وأنشئت وزارة المالية كما سبق وكانت تضم مكتبًا فيدراليًّا ومراقبًا ماليًّا، ومراجعًا، وموظفًا بالسجل، وأمين صندوق، وأمينًا مساعدًا. وتم إنشاء إدارات فرعية إضافية خلال الحرب، بما في ذلك مكتب مراجع الحسابات الثاني لتدقيق حسابات وزارة الحرب، ومكتب ضرائب الحرب، ومكتب ملاحظة الخزانة ومكتب قروض الإنتاج. وشملت الوزارة قسم التحصيل الجمركي، على الرغم من تراجع التجارة في منطقة الجنوب حيث كانت مساحة صغيرة.
وكانت وزارة الحرب تراقب التجنيد وإنتاج الذخائر، وجمع الغذاء وإنشاء مرافق التعدين الإضافية وإنتاج الذخائر. وكان هذا بالكامل يعتبر أمرًا متعلقًا بالحرب وكانت الوزارة مفوضة به ولم تشرك المدنيين في ذلك. ولم يكن الجنوب يضم من قبل الكثير من مصانع الذخائر، مما اضطر الإدارة إلى البدء من نقطة الصفر، وبحلول عام 1863 كانت الوزارة تدير سبع عشرة من ترسانات الأسلحة والمستودعات.
وكان يدير النائب العام للجنوب وزارة العدل وكان من مهام النائب العام الفيدرالي الإشراف على تكاليف المحاكم، ومكتب براءات الاختراع ومكتب الطباعة. وتم وضع أحكام المحاكم المتعددة بما في ذلك المحكمة العليا التي لم يلتزم بها أحد فعليًا.

## قائمة المصادر
- van Riper، Paul (1959). "The Confederate Civil Service". Journal of Southern History. Southern Historical Association. ج. 25 ع. 4. ISSN:0022-4642.